# Gadsden-zászló

Gadsden zászló

A Gadsden zászló történelmi zászló az Amerikai Egyesült Államokban. Christopher Gadsden tábornok mutatta be a Kontinentális Kongresszusnak az amerikai ellenállás szimbólumaként. Sárga alapon egy feltekeredett, támadásra kész csörgőkígyót ábrázol. A kígyó alatt a „DONT TREAD ON ME” (ne taposs rám) felirat olvasható. A Kontinentális Haditengerészet használta először az amerikai függetlenségi háború idején.